# Большое Самарино
Большое Самарино — село Ряжского района Рязанской области, входит в состав Алешинского сельского поселения.

## География
Село расположено на автодороге Р-22 «Каспий» в 17 км на юго-запад от центра поселения села Большая Алешня и в 18 км на юг от райцентра Ряжска.

## История
Село Большой Ржавец, Самарино тож, в качестве урочища упоминается в межевых книгах XVII столетия; в качестве сельца Самарино значится в приходе к с. Сергиевскому (Шереметево). 
Из дела о построении церкви в с. Б. Ржавце, Самарино тож, видно, что владелица его  дочь подполковника  девица Наталья Ивановна Самарина, испрашивая в 1828 г. у епархиального начальства дозволение на построение каменной церкви в честь иконы Божией Матери Казанской с приделами Богословским и Адриано-Наталинским, просила так же о причислении к  этой церкви в приход ее же двух деревень – Михайловской и Совки. В подтверждение необходимости построения отдельной церкви в Б. Ржавце просительница приводила следующее: «Б. Ржавец состоит в приходе к с. Сергиевскому, Шереметево тож, расстоянием от него в 3 верстах, Михайловка – к с. Введенскому, Хупотка тож, расстоянием от него в 5 верст, а от сельца Ржавка в 2 верстах,  деревня Совка – в приходе к с. Покровскому, Турово тож,  расстоянием от него в 4, а от  Ржавца в 10 верстах.; жителей в Б. Ржавце муж. пола 367, в деревне Михайловке 68 и в Совке 121, всего 556 душ или 139 дворов;  за отчислением означенных селений в состав нового прихода, остается в прежних приходах – в Сергиевском 299 дворов с 1197 душами, при Введенском в 55 дворов – 220 душ».  В с. Сергиевском к приходу которого принадлежит Б. Ржавец,  деревянная церковь весьма ветха, склонна к падению и весьма  непоместительна, кроме того,просительница присовокупляла, что она обязывается в Б. Ржавце каменную церковь выстроить своим собственным коштом в пять лет и снабдить ее серебряными сосудами, шелковой ризницею и украсить приличным благолепием, а притчу под усадьбу  также пахотной и сенокосной земли отвесть из своих дач в усадебном месте узаконенную пропорцию и утвердить ее за церковью узаконенным порядком, а также устроить для притча собственным коштом пристойные дома. По неимению поводов к отказу просительнице, дело о построении церкви в Б. Ржавце отослано было из Рязань. Консистории в св. Синод на утверждение с таковым мнением преосв. Григория…   Указом св. Синода от 18 января 1829 года было предписано  Рязанской  Консистории: «Полковничей дочери Наталье Самариной в вотчином имении ее Раненбургской округи сельце Б. Ржавце вновь приходскую каменную церковь построить позволить».  Н. И. Самарина извещена была о таком решении св. Синода указом Консистории, присланном ей чрез благочинного 19 февраля 1829 г…
Правление 14 ноября 1830 г. уведомило  Дух. Консисторию о нарезке земли в с. Б. Ржавце под церковь, кладбище и причту, тогда и Самариной дозволено было приступить к постройке церкви. 1835 г. мая 7 дня строительная комиссия уведомила Консисторию о том, что новая церковь губернским архитектором освидетельствована, постройкою окончена и к освящению препятствий не имеется. Ноября 16 того же 1835 г. благочинный доносил Консистории, что церковь в Б. Ржавце  к освящению подготовлена и опись утвари составлена. Освятить, как настоящую в честь иконы Божией Матери Казанской, так и приделы – в честь св. ап. Иоанна Богослова и св. великомуч. Варвары от 23 января 1836 г. предписано архимандриту Рязанского Троицкого монастыря Геннадию. 
В XIX — начале XX века село входило в состав Шереметьевской волости Раненбургского уезда Рязанской губернии. По подворной переписи 1882 года в селе 148 дв., 930 жит., 43 грамотных муж., 11 мальчиков учились в школе. Имелись 8 промышл. заведений, трактир и лавка. С лошадью было 49 дв., с 2 и более — 42, безлошадных и бескоровных — 41 дв. На ревизскую душу приходилось 2,6 дес. земли. 31 дв. владел 77 дес. пашни, помимо надельной. 71 дв. арендовал 136 дес. пашни на 2121 руб. Топились по-белому 22 дв., по-черному — 116. Местными промыслами занимались 90 семей, в т.ч. 30 хоз-в брали подесятинные заработки по 5 руб. за дес, 18 чел. жили в батраках. Отхожими промыслами занимались 46 муж.: нанимались в ломовые извозчики в Москве, в рабочие на ж.д. в Царицыно. В 1884 году основана была земская школа. Ее попечителем был крестьянин Т.П. Бойцов.
С 1929 года село являлось центром Самаринского сельсовета Ряжского района Рязанского округа Московской области, с 1937 года — в составе Рязанской области, с 2005 года — в составе Алешинского сельского поселения.

## Население
| 1859 | 1897 | 1906  | 2010 |
| ---- | ---- | ----- | ---- |
| 688  | ↗807 | ↗1077 | ↘51  |

## Достопримечательности
В селе расположена действующая Церковь Казанской иконы Божией Матери (1835).